# 圣卡普赖德波尔多
圣卡普赖德波尔多（法語：Saint-Caprais-de-Bordeaux，法語發音：[sɛ̃ kapʁɛ də bɔʁdo]，意为“波尔多的圣卡普赖”）是法国吉伦特省的一个市镇，属于波尔多区。

## 地理
圣卡普赖德波尔多（44°45'2"N, 0°26'10"W）面积10.26 平方千米，位于法国新阿基坦大区吉倫特省，该省份为法国西南部沿海省份，是法國本土面积最大的省，北起滨海夏朗德省，西临大西洋，南至朗德省，东南接洛特-加龍省，东临多爾多涅省。
与圣卡普赖德波尔多接壤的市镇（或旧市镇、城区）包括：利尼昂德波尔多、博雷什、康布、康布拉讷和梅纳克、塞纳克、马迪拉克、萨迪拉克、圣热内德隆博。

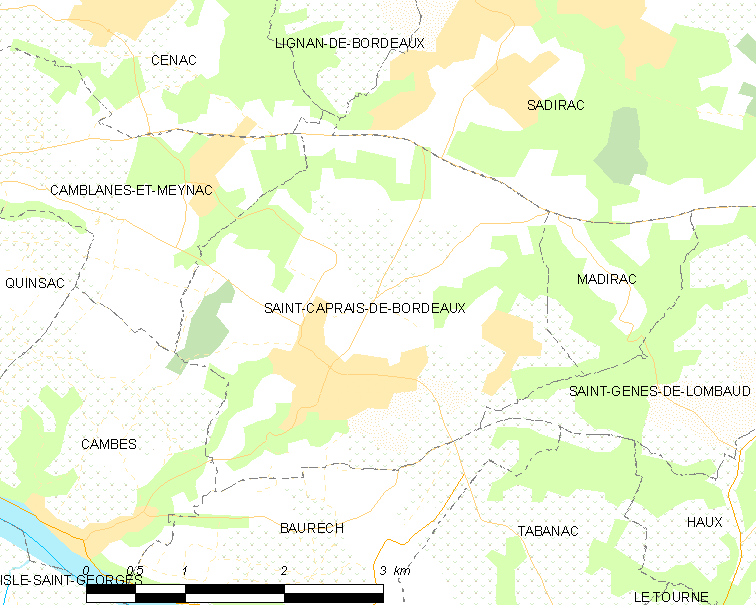
圣卡普赖德波尔多的OSM定位图

圣卡普赖德波尔多的时区为UTC+01:00、UTC+02:00（夏令时）。

## 行政
圣卡普赖德波尔多的邮政编码为33880，INSEE市镇编码为33381。

## 政治
圣卡普赖德波尔多所属的省级选区为克雷翁县。

## 人口

1962-2008年间圣卡普赖德波尔多人口变化图示

圣卡普赖德波尔多于2022年1月1日时的人口数量为3460人。